# غابرييل سيوفي
غابرييل سيوفي (بالإيطالية: Gabriele Cioffi)‏ (7 سبتمبر 1975 بفلورنسا في إيطاليا - ) هو لاعب كرة قدم إيطالي في مركز الدفاع. لعب مع نادي أسكولي ونادي تورينو ونادي سبيزيا ونادي كاربي ونادي مانتوفا ونادي نوفارا وUS Poggibonsi ‏ ومارسالا كالتشيو ونادي تارانتو 1927 ونادي أريتسو ونادي سيستيزي وUC AlbinoLeffe ‏.